# Crithagra symonsi
Crithagra symonsi е вид птица от семейство Чинкови (Fringillidae). Видът е незастрашен от изчезване.

## Разпространение
Разпространен е в Лесото и Южна Африка.